# Congregaciones Marianas

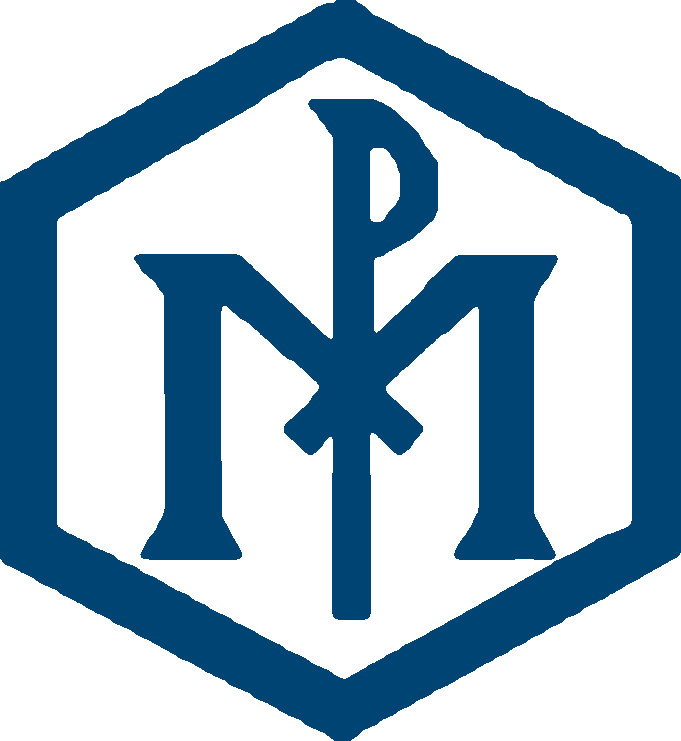
Logo de las Congregaciones Marianas. A Jesús por María

Las Congregaciones Marianas (en latín, Congregationes seu sodalitates B. Mariae Virginis) son asociaciones canónicamente erigidas de la Iglesia católica fundadas en 1563 por el joven jesuita belga, Jean Leunis, en el Collegio Romano de la Compañía de Jesús.
Tienen por fin fomentar en si y en otros la devoción a la Virgen María imitando sus virtudes y practicando las obras de misericordia y llevando a cabo obras de apostolado. En su origen fueron asociaciones para estudiantes, pero la bula papal, Superna Dispositione, permitió que hubiera Congregaciones Marianas también para adultos, bajo la autoridad del superior general de la Compañía de Jesús. A estas congregaciones se les permitió establecerse como grupos agregados a la Congregación del Colegio Romano. Más tarde se establecerieron congregaciones para determinados grupos sociales, como sacerdotes, nobles, mujeres, comerciantes, obreros, empleados, casados, solteros, soldados, (ad infinitum). Lo que daba identidad a cada uno de estos grupos era su afiliación a la "Congregación Prima-Primaria" del Collegio Romano.

## Definición
Las Congregaciones Marianas fueron una especie de entidades creadas en los Colegios de las Compañías durante la Edad Moderna y compuestas por personas mayormente jóvenes. Estas asociaciones tenían como finalidad conseguir algunos de los objetivos propuestos para la Orden ignaciana, así como volver a recuperar algunos de los territorios que se cayeron durante el protestantismo para la Iglesia católica, rehacer la sociedad cristianan atendiendo a la espiritualidad de la Contrarreforma, evangelizar las tierras nuevas,  etc. Por otra parte, cabe destacar una de las funciones principales que tenían dicha congregación, la cual era ofrecer indudablemente la función asistencia y caritativa a las personas más necesitadas. Asimismo, estas asociaciones experimentaron un gran y rápido crecimiento pasando a convertirse en un grupo de personas combatientes, activistas católicos, personas que se mostraban fiel al Papa y por supuesto, capaces de dar lo imposible por mantener y seguir construyendo el reinado social de Cristo.
En cuanto a una de las características principales de dichas congregaciones destacamos que suponían ser el medio más eficaz y más rápido para poder llegar a Cristo, y presentaban tres elementos básicos los cuales eran: reconocer el patrocinio de la Virgen sobre cada participante y sobre toda la asociación; la inclinación por la Virgen igual que la Iglesia y los cristianos, aunque distinta respecto a la intensidad; y, por último, dicha congregación era considerada como un donativo y no como un voto o una promesa.
Asimismo, es necesario resaltar que existieron diferentes tipos de congregaciones marianas, como por ejemplo la congregación "Prima, primaria" o "Santa Ana", cuyos nombres eran determinados básicamente por la especialización social de cada una. Aun así, la mayoría eran asociaciones estudiantiles que pretendían garantizar la formación intelectual a través de una educación cristiana en el ámbito moral de estos y por supuesto, una preparación para el futuro y para que fuesen capaces de transmitir los valores y las normas que ellos habían aprendido.
Las Congregaciones Marianas son asociaciones religiosas destinadas a fomentar en sus miembros una ardiente devoción, reverencia y amor filial a la Santísima Virgen María; y por medio de esta devoción y de su patrocinio, hacer de los fieles congregados bajo su nombre cristianos de verdad. Fue la primera asociación religiosa en donde la mayoría de los miembros eran laicos o seglares, adelantándose en muchos siglos al papel de los laicos que consagró definitivamente el Concilio Vaticano II. Los laicos congregantes tienen desde sus inicios su vocación a la santidad que se traduce en las acciones de todo tipo que realizan cada día.

## Historia[1]
El fundador de las Congregaciones Marianas fue el jesuita de origen belga Juan de Leunis, cuando en el año 1563, funda en el Colegio Romano de la Compañía de Jesús la Congregación de "la Anunciata", con la idea de formar en los Colegios de la Compañía grupos de selectos que sirvieran de fermento en medio de la masa, alentados por un espíritu de iniciativa y superación y con la ayuda de la Madre del Cielo, a quien debían honrar y venerar de un modo especial.
Desde entonces, tanto en Colegios de la Compañía de Jesús como en Colegios de otras congregaciones, tanto masculinas como femeninas, han existido Congregaciones Marianas. Asimismo, han existido en Parroquias o ámbitos familiares y profesionales. Todas ellas han dado un fruto abundante en tareas de evangelización y labores asistenciales.
Las Congregaciones Marianas han sido apoyadas fuertemente por distintos Papas. Pío XII promulgó la Bula Bis Seculari en donde definió muchas de sus funciones y características espirituales y organizativas. En ella se definió la triple misión de todo congregante: santificación propia, apostolado y defensa de la Iglesia (comunión con el Papa). La característica constitutiva de un miembro de una congregación mariana es su consagración perpetua a la Virgen María: una consagración que no tiene el carácter de voto religioso, pero que la Iglesia reconoce como un compromiso real, una palabra de honor que tiene valor permanente. El teólogo jesuita Karl Rahner es quien más ha profundizado teológicamente acerca de esta figura de la consagración a la Virgen en una Congregación Mariana.

### Fundación
Las primeras congregaciones estaban formadas, sobre todo, por los chicos más jóvenes (pueri) del colegio, que iban a Misa a diario, practicaban la confesión semanal, la comunión mensual y hacían media hora de meditación cada día y practicaban otros ejercicios de piedad. La elección por Juan de Leunis de la Virgen María como patrona refleja el fuerte elemento mariano de su piedad personal, y también que él lo consideró adecuado para la edad y formación de sus miembros. Juan de Leunis reunía a quienes consideraba los mejores en torno a un altar de la Virgen y allí recibían formación y los domingos cantaban vísperas y se entregaban a las obras de misericordia.
En el año 1564 se constituyó la Congregación de al Anunciación con 73 miembros y 12 secciones. Rápidamente se extendieron a otros colegios de la Compañía de Jesús y se fundaron en París (1567), Douai (1573), Lima (1571), México (1574), Puebla (1580), etc.
En 1587, a petición de la Compañía de Jesús, el papa Sixto V emitió la bula papal Superna Dispositione, que dio al superior general de la Compañía de Jesús el derecho de agregar otras congregaciones a la Primera Congregación (la Prima Primaria), abriendo el camino para extender estas asociaciones a instituciones que no relacionadas con las escuelas o universidades jesuitas. Para poder gozar de los privilegios e indulgencias concedidas a la Prima Primaria deberían, en adelante las Congregaciones, agregarse a esta tamquam membra.

### DelsigloXVIIa la supresión de la Compañía de Jesús (1773)
A finales del siglo XVI y durante el XVII, los jesuitas extendieron el modelo de la Prima Primaria del Colegio Romano para establecer un número de Congregaciones similares en Europa, India y las Américas, como organizaciones de espiritualidad laical.
Hubo también modelos similares, aunque no agregados a la "Prima Primaria", como, por ejemplo, las confraternidades (o cofradías), fundadas por los jesuitas en Japón. A los pocos años de su llegada a Japón en 1549 , los jesuitas crearon comunidades de fieles católicos. Según el historiador jesuita John O'Malley, estos grupos, "eventualmente tuvieron ramas masculina y femenina y se dedicaron tanto a las obras corporales como espirituales de misericordia. Cuando la persecución comenzó en el siglo XVII, [las cofradías] resultaron ser las instituciones subterráneas en las que se mantuvieron la fe y las prácticas cristianas y se transmitieron a la siguiente generación. El líder de la cofradía actuaba como un pastor laico.
En Europa, durante el siglo XVII, el número de Congregaciones fue del orden de 2.500. En los siglos XVI y XVII las Congregaciones dieron a la Iglesia no menos de 7 papas, 80 cardenales y muchos santos, entre los que se encuentran san Estanislao de Koska, san Juan Berchmans, san Luis Gonzaga, San Pedro Canisio, San Carlos Borromeo, san Francisco de Sales, san Juan Bautista de la Salle, etc. También fueron congregantes los empreradores Fernando II y Fernando III, los reyes Segismundo III, Ladislao IV y Juan Casimiro, de Polonia.
Cerca de un siglo después, en 1748 , el papa Benedicto XIV, con la bula papal , Praeclaris Romanorum, quiso renovar el vigor de la vida de las congregaciones, pues en el siglo XVIII estas habían caído en el pietismo y se había mitigado su espíritu apostólico.

### De la supresión de la Compañía de Jesús hasta la actualidad
Con la expulsión primero, de la Compañía de Jesús de Hispanoamérica (1767) y la supresión posterior de la misma en 1773 por el papa Clemente XVIV, las Congregaciones Marianas pasaron a ser de derecho diocesano, convirtiéndose en una institución normal Iglesia universal".
Tras esta supresión, las congregaciones crecieron enormemente en el siglo XVIII; aumentaron de 2500 a 80 000 grupos. La consecuencia de este crecimiento fue una disminución del fervor y la relajación de las prácticas de la congregación. La vida espiritual de los miembros y las actividades sociales se relajaron reduciéndose a prácticas piadosas y a eventos anuales meramente simbólicos. Las Congregaciones Marianas se convirtieron en un movimiento piadoso de masas, a diferencia de lo que san Ignacio, Jean de Leunis o Aquaviva hubieran querido que fuesen.
En el siglo XIX jugaron un gran papel caritativo en Francia y en el XX en España fueron muy dinámicas favoreciendo campañas por la buena prensa, catequesis en barrios marginales y obras sociales y políticas. En la persecución religiosa española del siglo XX fallecieron 420 directores de congregaciones y en la guerra civil murieron 12 7000 congregantes.
En el siglo XX, y más en concreto en 1924, la Compañía de Jesús creó en Roma un secretariado central para las Congregaciones Marianas, con una intención renovadora de las mismas. Este secretariado publicó la revista Acies ordinata, revista mundial de las Congregaciones Marianas desde 1934 hasta 1968, que funcionó como órgano de formación para las mismas. Como consecuencia de la publicación de la Bis Saeculari (1948) se creó en 1953 la Federación Mundial de las Congregaciones Marianas. En 1952 existían 78 000 congregaciones y sumaban unos 6 000 000 de miembros.
El año 1967 es el año de la transformación de las congregaciones marianas dependientes de la Compañía de Jesús, en comunidades de vida cristiana, CVX, lo que supuso un cambio en la espiritualidad y carisma de las mismas. Este cambio consistió en enfocarse más en aspectos dedicados al servicio de las personas necesitadas, interpretando así la llamada del Concilio Vaticano II. Sin embargo algunas congregaciones marianas permanecieron como tales sin convertirse en comunidades de vida cristiana, adaptando sus reglas a los cambios del Concilio y al magisterio posterior, sin renunciar a su identidad fundacional ni a los pilares fundamentales de las Congregaciones que son: la santificación personal, la defensa de la Iglesia, el apostolado y la donación total de uno mismo con la consagración a la Virgen María.
En la actualidad, siguen teniendo vida activa numerosas congregaciones marianas, con una especial revitalización en Estados Unidos. En España, se celebra periódicamente un  Encuentro Nacional de Congregaciones Marianas, reuniendo congregantes de diferentes puntos de la península: Madrid, Valencia, Lérida o Talavera de la Reina.

## Magisterio pontificio sobre las Congregaciones Marianas
Se cuentan 770 intervenciones del Magisterio desde 1584 hasta 1964. Estas abarcan desde aprobaciones de normas, concesiones de indulgencias radiomensajes, homilías de los papas, etc. 
En 1748 , el papa Benedicto XIV hizo un regalo especial a las congregaciones en la forma de una bula papal llamada Gloriosae Dominae, que llegó a ser conocida como la "Bula áurea", ya que no fue sellada con plomo, como era costumbre, sino con oro -con el fin de dar honor especial a la Madre de Dios. Más adelante, el papa Pío XII, a través de la Constitución Apostólica de 1948, llamada Bis Saeculari, dio honor especial a las congregaciones presentando en 1948 un resumen de su importancia histórica y contemporánea.

### Constitución Apostólica Bis Saeculari[3]
El papa Pío XII publicó la constitución apostólica Bis Saeculari el 27 de septiembre de 1948, con motivo del 200 aniversario de la "Bula aúrea" de Benedicto XIV. La Bis Saeculari elogiaba las congregaciones por sus "muchos y grandes servicios a la Iglesia", y decía de los congregantes que "el hecho de propagar, difundir y defender la doctrina católica debían ser consideradas entre las más poderosas fuerzas espirituales". El papa dice de las reglas de la Congregación que, "a través de ellas los miembros son conducidos a la perfección de la vida espiritual y por medio de la cual pueden escalar las alturas de la santidad" y añade que "siempre que las Congregaciones estén en un estado floreciente - la santidad de vida y la vivencia sólida de la vida religiosa fácilmente crecen y florecen". Ilustra este punto diciendo que "el hecho de que siempre tuvieron el bien común de la Iglesia en el corazón y no sus intereses particulares y esto se prueba por el testimonio impecable de la serie más brillante de congregantes a quienes la Madre Iglesia ha elevado al honor supremo del altar; su gloria brilla no solo en la Compañía de Jesús, sino también en el clero secular y en no pocas familias religiosas, ya que diez miembros de las Congregaciones Marianas se convirtieron fundadores de nuevas Órdenes y Congregaciones religiosas".

## Las congregaciones marianas en el mundo
Son numerosas las Congregaciones marianas que perviven en la actualidad. Entre ellas están las siguientes:

### En el continente Americano
- Federación de Congregaciones Marianas del Brasil
- Congregación Mariana Trono de la Sabiduría (Río de Janeiro)
- Congregación Mariana de la Sagrada Familia y el Verbo Encarnado, Ciudad de México
- Congregación Mariana de Medellín (Colombia)
- Agrupación Católica Universitaria (Miami y varias sedes más en USA)
- Federación de las Congregaciones Marianas de la Arquidiócesis de Río de Janeiro
- Congregación Mariana Mater Salvatoris Venezuela (Caracas y Maracaibo)
- Congregación Mariana Claver Bucaramanga

### En el Continente europeo

#### Irlanda
- Sodality of Our Lady

#### Alemania
```
Congregación de Nuestra Señora de Regensburg
```

Congregación masculina de la Virgen María de Altoling, Baviera
Marianische Congregation Köln 1608
Marianische Sodalität Fulda 1609

#### España
- Congregación Mariana de la Inmaculada, Talavera de la Reina (Toledo), año de constitución: 1899.
- Congregación Mariana de la Asunción, Madrid, año de constitución: 1964.
- Congregación Mariana de la Asunción de Nuestra Señora y San Pedro Canisio, Valencia.
- Congregación Mariana del Mater Salvatoris, Madrid.
- Congregación Mariana Purísimo Corazón de María de San José de Cluny, Pozuelo de Alarcón, (Madrid), año de constitución; 1996.
- Congregación Mariana de la Inmaculada, Valdemoro (Madrid)
- Congregación Mariana de María y Teresa, (Madrid)
- Congregación Mariana de Reus
- Congregación Mariana de Cádiz
- Congregación de hijas de María Inmaculada de Villarreal Purissimeres

## Miembros notables e instituciones nacidas de las CCMM
Las Congregaciones han dado a la Iglesia y al mundo muchos santos, entre los cuales se pueden mencionar: San Carlos Borromeo, el reformador entusiasta de la disciplina eclesiástica, San Francisco de Sales, obispo de Ginebra y doctor de la Iglesia, San Alfonso María de Ligorio, obispo y doctor de la Iglesia por su teología moral y fundador de los Redentoristas, San Camilo de Lelis, patrono de los hospitales católicos, san Leonardo de Puerto Mauricio, predicador franciscano, san Juan Bautista de Rossi, San Vicente de Paul, San Pedro Claver, apóstol de los esclavos, el humilde Hermano jesuita, San Alfonso Rodríguez, Santa Magdalena Sofía Barat, fundadora de las Religiosas del Sagrado corazón, Santa Julia Billiart, la fundadora de las Hermanas de Nuestra Señora de Namur, Santa Teresita del niño Jesús, Santa Bernadette Soubirous de Lourdes y Santa Teresa de Calcuta. Congregantes marianos fueron los papas Pio XII, Pablo VI, Juan Pablo II y Benedicto XVI.
El dinamismo apostólico de las Congregaciones ha hecho que salgan numerosas instituciones de ellas. Ejemplos de esto son el Movimiento apostólico de Schönstatt en 1914 o la Asociación Católica de Propagandistas. 
También de la Congregaación Mariana de la Asunción de Madrid ha surgido el Colegio del Sagrado Corazón en Vallecas y el Centro de Orientación Virgen de Olaz de Madrid. Y de la Congregación Mariana de Colombia ha surgido la Clínica Diagnóstica Especializada Congregación Mariana.

## Carisma y vida espiritual[4]en las congregaciones marianas

### Carisma[5]
La esencia de las congregaciones es infundir en sus miembros una ardiente devoción, imitación, reverencia y amor filial a la Madre de Dios; y por medio de esta devoción y del patrocinio de la Virgen, hacer de los consagrados a su nombre cristianos de verdad. 
Estas asociaciones son apostólicas, esto es, llevan a cabo obras de apostolado en consonancia con el espíritu laical de la congregación. 

### Vida espiritual[6]
La vida espiritual de los congregantes se resume en la regla de vida. Esta se compone de las siguientes cinco prácticas:
La oración diaria 
El examen de conciencia 
La frecuencia de sacramentos 
La dirección espiritual 
Los ejercicios espirituales según el método de san Ignacio 
La espiritualidad de sus miembros es ignaciana, tal como se contiene en el libro de los ejercicios espirituales de san Ignacio y en la tradición de la Compañía de Jesús. Tradicionalmente las congregaciones están asociadas a una advocación de la Virgen y tiene como patrón a un santo jesuita, no siendo esto último obligatorio. Para ser Congregación Mariana es necesario ser una asociación laical, que viva la regla de las congregaciones marianas, participe de su tradición y siga su estructura, tal como recoge, por ejemplo, el documento Catecismo de las Congregaciones Marianas
Una Congregación Mariana es una agrupación de fieles católicos que procuran formarse como cristianos íntegros y realizar apostolados de todo tipo. La primera Congregación Mariana data de 1563. Desde entonces, han existido Congregaciones en múltiples ámbitos (colegios, ciudades, parroquias, gremios….), la mayoría vinculadas a la Compañía de Jesús y a congregaciones religiosas femeninas de espiritualidad afín a esta (tales como las Esclavas del Sagrado Corazón de Jesús o la Compañía del Salvador)

## Instituciones nacidas de una Congregación Mariana
A lo largo de su historia, ha habido muchos santos de la Iglesia que han sido congregantes marianos. El papa Pio XII era congregante mariano, así como el papa Benedicto XVI. A lo largo de los últimos siglos, además, del seno de algunas Congregaciones Marianas han nacido nuevas realidades como el Movimiento Schoenstatt en 1914 o la Asociación Católica de Propagandistas. 
La Compañía de Jesús en plena crisis de su orden (décadas 1950-1980) evolucionó, transformando las congregaciones marianas bajo su influencia (la gran mayoría)en Comunidades de Vida Cristiana (CVX), y bajo la excusa de su actualización a los tiempos modernos, modificó sustancialmente sus fines y organización, eliminando por ejemplo la consagración a la Virgen. Como consecuencia, prácticamente todas las congregaciones marianas bajo su influencia (con directores espirituales jesuitas) languidecieron, y acabaron por desaparecer. Las CVX son ahora un movimiento con presencia mundial establecido en un centenar de países.
Algunas Congregaciones Marianas, no dependientes de la compañía de Jesús, que permanecieron fieles a su espíritu y organización original, han sobrevivido y aunque no muy numerosas, son pujantes allí donde existen. 
- En Baviera hay más de 40.000 congregantes marianos.
- En Castellón hay una Congregación Mariana con más de 1000 miembros
- En Madrid hay varias Congregaciones Marianas (una, dependiente del Arzobispado de Madrid), con cientos de miembros, y obras sociales como un Colegio en Vallecas, un Centro de Orientación Familiar, etc.
- En Colombia existe una pujante Congregación Mariana que tiene y dirige su propio Hospital, cadena de radio, etc como obras apostólicas.

En la actualidad, destacan especialmente las Congregaciones Marianas vinculadas a Colegios de religiosas de espiritualidad ignaciana, como la Compañía del Salvador. Precisamente en el Colegio Mater Salvatoris que ésta congregación tiene en Madrid, reside una de las Congregaciones Marianas más fecundas en la actualidad ().